# TSV Guin
Le TSV Guin (allemand : TSV Düdingen) est un club suisse de volley-ball fondé en 1928 et basé à Guin qui évolue pour la saison 2017-2018 en Ligue Nationale A féminine.

## Palmarès
- Coupe de Suisse
  - Finaliste : 2015[2]2016[3]
- Supercoupe de Suisse
  - Vainqueur : 2015[4]